# Feven Haile
Feven Haile, née le 11 mars 2002, est une coureuse cycliste érythréenne.

## Carrière
Aux Championnats d'Afrique de cyclisme sur route 2022 à Charm el-Cheikh, Feven Haile est médaillée d'argent en contre-la-montre par équipes mixtes.

## Palmarès
- 2022
  -  Médaillée d'argent du championnat d'Afrique du contre-la-montre par équipes mixte